# اقتصاد موناکو
اقتصاد موناکو (انگلیسی: Economy of Monaco) به گردشگری و بانکداری متکی است. موناکو، واقع در ساحل فرانسه دریای مدیترانه، یک استراحتگاه محبوب است و گردشگران را به کازینو و آب و هوای دلپذیر خود جذب می‌کند.

## پیش زمینه
توسعه اقتصادی در اواخر قرن نوزدهم با افتتاح راه‌آهن به فرانسه و یک کازینو ایجاد شد. اقتصاد موناکو اکنون عمدتاً به سمت امور مالی، بازرگانی و گردشگری است.

## بهشت مالیاتی
موناکو هیچ مالیات بر درآمدی از افراد دریافت نمی‌کند. فقدان مالیات بر درآمد شخصی در شاه نشین، تعداد قابل توجهی از ساکنان «پناهنده مالیاتی» ثروتمند از کشورهای اروپایی را به خود جذب کرده‌است که اکثر درآمد خود را از فعالیت در خارج از موناکو به دست می‌آورند. اگرچه افراد مشهوری مانند رانندگان فرمول یک بیشتر توجهات را درمورد  موناکو به خود جلب می‌کنند، اما اکثریت قریب به اتفاق آنها افراد ثروتمند کمتر شناخته شده‌ای هستند.